# Ксантопармелія загорнута
Ксантопарме́лія загорнута, ксантопарме́лія камчада́льська, парме́лія блука́юча (Xanthoparmelia convoluta) — євразійсько-американський аридний вид роду ксантопармелія (Xanthoparmelia). Сучасну назву надано у 1974 році.

## Будова
Напівкущисте жовтувато-сірувато-зеленувате тало 3–7 см завширшки не прикріплене до субстрату. Вузькі лопаті до 4 мм загортаються у вигляді циліндричних трубочок.

## Життєвий цикл
Кочівний лишайник. Розмножується вегетативно (фрагментами слані).

## Поширення та середовище існування
Рівнинні і гірські степи Південно-Східної Європи, Кавказу, Середньої Азії, Уралу, Західного і Східного Сибіру, Далекого Сходу, Монголії, Північної Америки. В Україні зустрічається у степовій зоні Кримського півострову. Є згадки, що Ксантопармелія знайдена зустрічається в Австралії. Росте на міждернинних проміжках злакових, злаково-лучних і злаково-полинових степів, та на піщаних ділянках. Трапляється як поодинці так і досить великими групами.

## Природоохоронний статус
Включений до третього видання Червоної книги України (2009 р.). Охороняється у заповіднику «Асканія-Нова».